# Vacuostat
 (janvier 2019).
Si vous disposez d'ouvrages ou d'articles de référence ou si vous connaissez des sites web de qualité traitant du thème abordé ici, merci de compléter l'article en donnant les références utiles à sa vérifiabilité et en les liant à la section « Notes et références ».
Le vacuostat est un détecteur de dépression qui permet de détecter la dépression générée par un système (par exemple : un système venturi) et d'induire une valeur de force de maintien sur une pièce connexe. Il délivre un signal électronique ou mécanique indiquant la présence du vide,,.